# Tig Productions
TIG Productions, Inc. ist eine US-amerikanische Filmproduktionsfirma mit Firmensitz in Burbank, Kalifornien.

## Firmengeschichte
Die Filmfirma wurde 1990 von Kevin Costner und seinem Bruder Dan gegründet, um Costners Film „Der mit dem Wolf tanzt“ unabhängig von den großen Filmstudios Hollywoods produzieren zu können. Die Gesellschaft wurde nach Costners Großmutter benannt.
Seit der erfolgreichen Produktion von „Der mit dem Wolf tanzt“ produziert die Gesellschaft überwiegend, aber keineswegs ausschließlich Filme mit Kevin Costner als Hauptdarsteller und/oder Regisseur.
Das Logo der Firma zeigt eine von rechts nach links mit einem Pultstock springende Figur.

## Filmografie (Auswahl)
- 1990: Der mit dem Wolf tanzt (Dances with Wolves)
- 1992: Bodyguard
- 1994: Wyatt Earp: Walk with a Legend
- 1994: China Moon
- 1994: Rapa Nui – Rebellion im Paradies (Rapa Nui)
- 1994: Wyatt Earp – Das Leben einer Legende (Wyatt Earp)
- 1994: Die Geschichte der Indianer – 500 Nations (500 Nations)
- 1996: Kopf über Wasser (Head Above Water)
- 1997: Postman (The Postman)
- 1999: Message in a Bottle – Der Beginn einer großen Liebe (Message in a Bottle)
- 1999: Aus Liebe zum Spiel (For Love of the Game)
- 2000: Thirteen Days
- 2003: Open Range – Weites Land (Open Range)
- 2006: Whirlygirl
- 2007: Mr. Brooks – Der Mörder in Dir (Mr. Brooks)
- 2008: Swing Vote – Die beste Wahl (Swing Vote)